# Compsophorus corrugatus
Compsophorus corrugatus là một loài tò vò trong họ Ichneumonidae.